# Marapong
Marapong – wieś w Botswanie w dystrykcie Central. Według spisu ludności z 2011 roku wieś liczyła 2283 mieszkańców.